# Hypognatha
Genre
Hypognatha est un genre d'araignées aranéomorphes de la famille des Araneidae.

## Distribution
Les espèces de ce genre se rencontrent en Amérique du Sud, en Amérique centrale et au Mexique.

## Liste des espèces
Selon World Spider Catalog (version 17.0, 15/03/2016) :
- Hypognatha alho Levi, 1996
- Hypognatha belem Levi, 1996
- Hypognatha cacau Levi, 1996
- Hypognatha cambara Levi, 1996
- Hypognatha carpish Levi, 1996
- Hypognatha colosso Levi, 1996
- Hypognatha coyo Levi, 1996
- Hypognatha cryptocephala Mello-Leitão, 1947
- Hypognatha deplanata (Taczanowski, 1873)
- Hypognatha divuca Levi, 1996
- Hypognatha elaborata Chickering, 1953
- Hypognatha furcifera (O. Pickard-Cambridge, 1881)
- Hypognatha ica Levi, 1996
- Hypognatha ituara Levi, 1996
- Hypognatha jacaze Levi, 1996
- Hypognatha janauari Levi, 1996
- Hypognatha lagoas Levi, 1996
- Hypognatha lamoka Levi, 1996
- Hypognatha maranon Levi, 1996
- Hypognatha maria Levi, 1996
- Hypognatha matisia Levi, 1996
- Hypognatha mirandaribeiroi Soares & Camargo, 1948
- Hypognatha mozamba Levi, 1996
- Hypognatha nasuta O. Pickard-Cambridge, 1896
- Hypognatha navio Levi, 1996
- Hypognatha pereiroi Levi, 1996
- Hypognatha putumayo Levi, 1996
- Hypognatha rancho Levi, 1996
- Hypognatha saut Levi, 1996
- Hypognatha scutata (Perty, 1833)
- Hypognatha solimoes Levi, 1996
- Hypognatha tampo Levi, 1996
- Hypognatha testudinaria (Taczanowski, 1879)
- Hypognatha tingo Levi, 1996
- Hypognatha tocantins Levi, 1996
- Hypognatha triunfo Levi, 1996
- Hypognatha utari Levi, 1996
- Hypognatha viamao Levi, 1996

## Publication originale
- Guérin-Méneville, 1839 : Gastéracanthes sculptée et de Feisthamel, nouvelles espèces d'aranéides. Revue zoologique, vol. 1839, p. 109-111.